# 新奧澤良卡
51°12′48″N 28°0′7″E / 51.21333°N 28.00194°E
新奧澤良卡（烏克蘭語：Новоозерянка），是烏克蘭北部日托米爾州科羅斯堅區奥莱夫斯克市镇内的市級鎮。始建於1963年，面積0.35平方公里，海拔高度198米，2011年人口585，人口密度每平方公里1,671人。